# Kaili Lukan
Kaili Lukan est une joueuse canadienne de rugby à sept. Elle a fait ses débuts avec l'équipe nationale senior en juin 2017 lors de l'étape française de Clermont-Ferrand du HSBC World Rugby Women's Sevens Series. Elle a remporté une médaille d'or aux Jeux panaméricains de 2019 en tant que membre de l'équipe nationale féminine de rugby à sept du Canada. En juin 2021, Kaili Lukan a été sélectionnée dans l'équipe canadienne des Jeux olympiques d'été de 2020.